# Eunice (gènere)
Eunice és un gènere d'anèl·lids poliquets marí de l'ordre dels eunícides. Mesuren de 0,5 a 1 metre de longitud. Tenen un cos amb múltiples segments. Tenen dos ulls i múltiples tentacles. Tenen òrgans sensitius ben desenvolupats i un cervell relativament gros. El seu color va del porpra marronós fosc al vermell marronós, amb un anell blanc en el quart segment. Es troben en els mars d'arreu del món.

## Taxonomia
- Eunice afra Peters, 1854
- Eunice antennata (Savigny, 1820)
- Eunice aphroditois Pallas, 1788
- Eunice australis Quatrefagus, 1865
- Eunice bilobata Treadwell, 1906
- Eunice borneensis (Grube, 1878)
- Eunice denticulata
- Eunice filamentosa
- Eunice fuscafasciata (Treadwell, 1922)
- Eunice norvegica (Linnaeus, 1767)
- Eunice pennata (O.F. Müller, 1776)
- Eunice perimensis Gravier, 1901
- Eunice perrieri Gravier, 1900
- Eunice petersi Fauchald, 1992
- Eunice philippinensis Hartmann-Schröder & Zibrowius, 1998
- Eunice philocorallia Buchanan, 1893
- Eunice plessisi Rullier, 1972
- Eunice plicata Baird, 1869
- Eunice polybranchia (Verrill, 1880)
- Eunice prayensis Kinberg, 1865
- Eunice procera Grube, 1866
- Eunice profunda Miura, 1987
- Eunice tovarae Carrera-Parra & Salazar-Vallejo, 2011[1]
- Eunice uschakovi Wu, Sun & Liu, 2013[2]
- Eunice vittata (Delle Chiaje, 1828)